# 苏斯效应
苏斯效应是由化石燃料释放的CO2，其中13CO2贫化且不含14CO2，导致地球大气层中碳的重同位素（13C与14C）浓度比率改变。 以最早提出这种效应影响放射性碳定年法精度的奥地利化学家汉斯·苏斯命名。现在苏斯效应也用于研究气候变化。这一术语最初用于描述大气层中14CO2被稀释的现象。后来这一概念也被扩展用于13CO2的贫化以及其他碳库如海洋与土壤。

## 碳同位素
碳元素有3种天然起源的同位素。地球的约99%的碳是碳-12 (12C)，大约1%是碳-13 (13C)，痕量的碳-14 (14C)。12C与13C是稳定同位素，而14C放射性衰变为氮-14 (14N)，半衰期为5730年。地球上的14C几乎都是大气层上部的宇宙射线产生：由一个热中子替换了14N中的一个质子产生一个14C。 极少量14C是其他放射性过程产生，如大气层核爆炸。天然14C产生与消耗达到平衡，因此大气层中14C长期保持稳定。
植物通过光合作用摄入大气中的14C。动物吃掉植物（或其他动物）而摄入14C到体内。因此，活着的植物与动物体内的14C与12C比率与大气层中的CO2的相同。生物体死亡后不再与大气交换碳,因而不再摄入新的14C。放射性衰变逐渐耗掉生物体内的14C。这是放射性碳定年法的基础。
陆生植物光合作用固碳时，贫化分馏了13C。这种贫化在C4较为轻微，但在C3植物非常明显。绝大部分化石燃料起源于几亿年来的C3生物体。C4植物直到6百万至8百万年前才变得常见。
化石燃料如煤、石油是由几亿年至几千万年前的C3植物沉积而成。这是14C半衰期的几千倍，因此化石燃料中的14C已经完全衰变了。 化石燃料与大气层的同位素丰都相比也是亏损13C。所以化石燃料燃烧释放到大气层中的13C与14C都严重亏损。

## 进一步阅读
- Cabaneiro, A.; Fernandez, I. . Environmental Technology & Innovation. October 2015, 4: 52–61. doi:10.1016/j.eti.2015.04.007. (a 25-year-long dendrochronological study (1978-2002) using stable C isotope ratio mass spectrometry in growth rings of perennial trees from the Southern Atlantic Europe that explores the Suess Effect-ecosystem relationships to examine the biome sensitivity to 13C-CO2 atmospheric changes)
- Suess, H. E. . Science. September 1955, 122 (3166): 415–417. doi:10.1126/science.122.3166.415-a. (in Northern hemisphere)
- Template:Cite proceedings (in the Southern Hemisphere)